# 태풍 다나스 (2019년)
태풍 다나스 (DANAS)는 2019년 7월에 발생한 2019년 제5호 태풍이다.

## 개요
2019년 제5호 태풍 다나스는 7월 16일 오후 3시에 중심기압 994hPa, 최대풍속 18m/s, 강풍 반경 560km(남동쪽 반경), 크기 '대형'의 열대폭풍으로 필리핀 마닐라 동북동쪽 약 540km 부근 해상에서 발생하였다.(일본 기상청 태풍정보 속보치 기준) 발생 이후 서~북서진과 북진을 하면서 서서히 발달해서 7월 19일 오전 3시에 대만 타이베이 북동쪽 약 360km 부근 해상에서 중심기압 985hPa, 최대풍속 23m/s, 강풍 반경 560km(남동쪽 반경)의 세력 '약', 크기 '대형'의 열대 폭풍으로 최성기를 맞이하였다.(일본 기상청 태풍정보 속보치 기준) 한국 기상청 기준으로는 최성기 이후 계속 북~북북동진하면서 7월 20일 새벽에 대한민국 제주도 서귀포시 남서쪽 해상에 도달한 이후 급약화되어서, 7월 20일 12시에 대한민국 전라남도 진도군 서쪽 약 50km 부근 해상에서 중심기압 992hPa의 열대저압부로 소멸하였다. 일본 기상청 기준으로는 최성기 이후 계속 북진하며 서해상에서까지 최성기 세력을 유지하다가, 7월 20일 오후 3시에 대한민국 전라남도 목포시 남서쪽 약 63km 부근 해상(대한민국 전라남도 신안군 비금면 서쪽 해상)에서 중심기압 990hPa, 최대풍속 21m/s, 강풍 반경 650km(동쪽 반경)의 세력 '약', 크기 '대형'의 열대 폭풍으로 조금 약화되었고, 7월 20일 오후 9시에 대한민국 전라북도 고창군 남서쪽 약 37km 부근 해상에서 중심기압 994hPa, 최대풍속 18m/s, 강풍 반경 650km(동쪽 반경)의 세력 '약', 크기 '대형'의 열대 폭풍으로 추가로 약화되었다. 일본 기상청 기준으로는 7월 20일 오후 9시에서 오후 10시 사이에 대한민국 전라북도 군산시 부근 해안에 상륙한 것으로 추정된다. 대한민국 전라북도 군산시 부근 해안에 상륙한 이후 북북동진하면서 육지와의 마찰로 인해 계속 약화되어서, 7월 21일 0시에 대한민국 충청남도 공주시 부근 육상에서 중심기압 996hPa, 최대풍속 18m/s, 강풍 반경 560km(동쪽 반경)의 세력 '약', 크기 '대형'의 열대 폭풍으로 약화되었고, 한반도 관통중에도 세력을 유지하면서 7월 21일 오전 3시에 대한민국 충청남도 연기군 부근 육상을 통과하였다. 7월 21일 오전 6시에 대한민국 강원도 횡성군 부근 육상에서 중심기압 998hPa, 최대풍속 18m/s, 강풍 반경 560km(동쪽 반경)의 세력 '약', 크기 '대형'의 열대 폭풍으로 추가 약화되었고, 빠른 속도로 북북동진하면서 7월 21일 오전 9시에 대한민국 강원도 양양군 부근 육상까지 진출한 뒤, 빠른 속도로 동북동진해서 7월 21일 12시에 대한민국 강원도 속초시 북동쪽 약 75km 부근 해상(동해상)에 진출하였다. 동해상 진출 뒤에 북~북동진하면서 온대저기압화가 진행되어서, 7월 21일 오후 9시에 북한 함경남도 함흥시 동쪽 약 203km 부근 해상에서 중심기압 998hPa의 온대저기압으로 변질되었다. 다나스는 대한민국에 2019년 최초로 영향을 준 태풍이다. 그리고 일본 기상청의 사후해석에 따르면 세종시 부근에서 열대저압부로 약화되었다고 한다. 다나스는 필리핀에서 제출한 이름으로 경험을 의미한다.

## 같이 보기
- 2019년 태풍